# リュック・ド・クラピエ・ド・ヴォーヴナルグ
ヴォーヴナルグ侯爵リュック・ド・クラピエ（Luc de Clapiers, marquis de Vauvenargues，1715年8月6日 - 1747年5月28日）は、フランスのモラリスト。ヴォヴナルグ、ボーブナルグとも表記する。

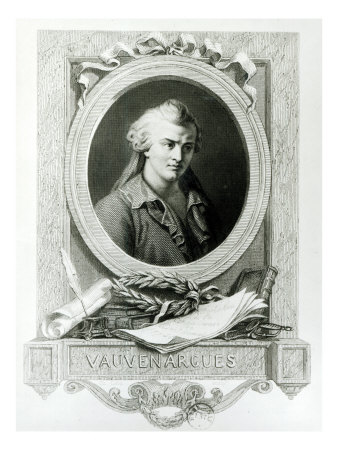
ヴォーヴナルグ

## 生涯
南フランス、エクス＝アン＝プロヴァンスの貧しい貴族の家に生まれる。生来病弱であったが、18歳で軍隊に入り、少尉となる。風紀の乱れた軍隊にはなじめなかったが、見習士官の少年2人の教育には打ち込んだ。ポーランド継承戦争の際、1733年にイタリアへ出征。オーストリア継承戦争ではボヘミアなどで戦うが、凍傷にかかり、1743年に退役する。その後、外交官を希望するも、天然痘にかかって断念。
1745年、パリに居を定める。ヴォルテールらの友情に支えられ、病苦と貧窮のうちに文学の道を志す。パリでは下層も含め、様々な階級の住民に興味をもち観察した。1746年、『人間精神認識のための序論、種々の問題に関する省察、若き友への忠告、数人の詩人に関する批評的省察、散文作家に関する断章、信仰についての瞑想、祈り、箴言』を出版するが、全く反響はなかった。しかし、その著作中の「種々の問題に関する省察」と「箴言」の部分が『省察と箴言』Réflexions et maximesとして後世高く評価されることになる。1747年、31歳で死去。

## 思想と位置
ヴォーヴナルグは、古典主義が支配する時代に現れたロマン主義の先駆者と目される。形式・理性・客観性・普遍性などを重んじる古典主義に敬意を払いつつも、個人の感情の価値を強く訴える。有名な箴言「偉大な思想は心情より生まれる」は、彼の思想を端的に表している。
先行するモラリスト、ラ・ロシュフコー、パスカル、ラ・ブリュイエールの著作を愛読したが、その思想には様々な相違がある。ラ・ロシュフコーが人間に不寛容で、厭世的なのとは対照的に、ヴォーヴナルグは、恵まれぬ生涯を送ったにもかかわらず、人間や人生を肯定し、楽天的で寛容である。パスカルが来世に心を寄せるのに対し、現世を重視し、立身出世のような世俗的な営みも容認する。ラ・ブリュイエールが風刺や批判のために人物描写をしたのに対し、心理の探求に関心をもっていた。
ヴォーヴナルグはルソーや個性の解放を追求するロマン派に影響を与えた。なお、日本で最初に作品が紹介されたのは1948年である。

## 翻訳
- 『省察と箴言』内藤濯訳、創元社 (創元選書) 、1948年
- 『情熱の倫理  ヴォヴナルグ随想集』大塚幸男訳、養徳社（養徳叢書）、1948年
- 『不遇なる一天才の手記』関根秀雄訳、岩波文庫、1955年
- 「省察と箴言」竹田篤司訳、河盛好蔵ほか編『世界人生論全集』筑摩書房、第9巻、1963年。